# 西仙台ハイランド駅
西仙台ハイランド駅（にしせんだいハイランドえき）は、かつて宮城県仙台市青葉区作並字棒目木にあった、東日本旅客鉄道（JR東日本）仙山線の駅である。
2014年（平成26年）3月14日限りで同線の八ツ森駅と共に廃止となった。存在していた当時は臨時駅だった。

## 概要
1987年に西仙台ハイランドへの最寄り駅として設置された。駅名はそれにあわせて命名されたものである。ただし、施設は駅から約3 kmほどの場所にあり、多くの利用者は自動車を利用するため、乗降客は少なかった。当時は駅から送迎バスが運行されていた。
開業時の所在地は西仙台ハイランドとともに宮城郡宮城町であったが、同町は1987年に仙台市に編入された。このため施設名は1990年8月に「仙台ハイランド」に改称されたが、当駅の駅名は変更されなかった。
土休日に一部の列車が停車していたが、2003年10月のダイヤ改正以降は停車する列車が設定されず、事実上の休止状態となっていた。仙台ハイランドのウェブサイトには2004年度より当駅が利用できなくなった旨の記載がなされ、作並駅もしくは熊ケ根駅から電話で無料送迎を依頼するよう案内されていた。
その後、2014年3月をもって正式に廃駅となった。仙台ハイランドの各施設も2016年までに営業を終了し、閉鎖された。

## 歴史
- 1987年（昭和62年）

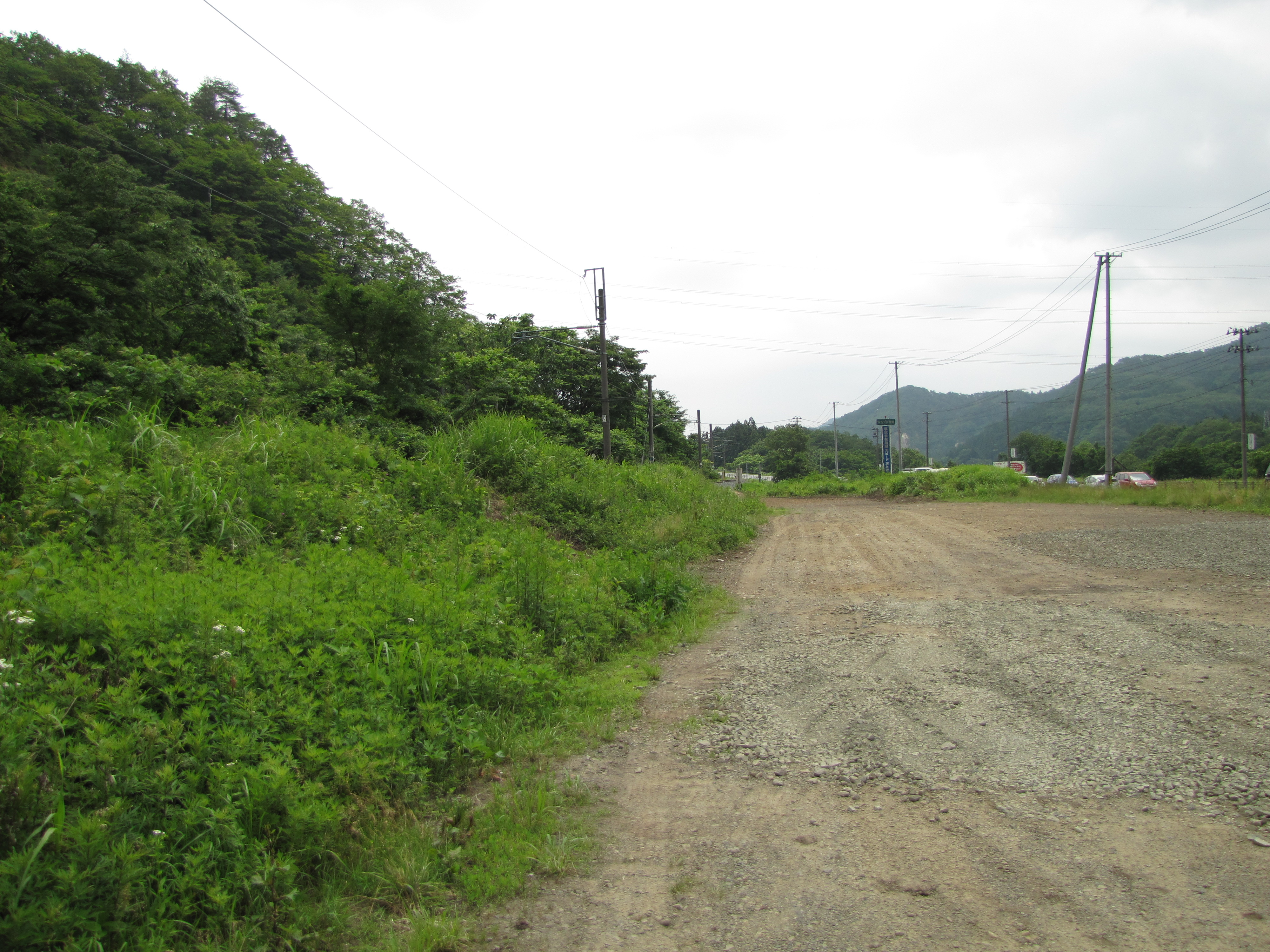
駅跡地（2014年6月）

  - 3月21日：開業[1][4]。旅客のみ取扱いの駅員無配置駅[5]。
  - 4月1日：国鉄分割民営化により、東日本旅客鉄道（JR東日本）の駅となる[4]。
- 2003年（平成15年）10月1日：この日のダイヤ改正により、列車の停車がなくなる[1]。
- 2014年（平成26年）3月15日：廃止[2]。同年6月までに駅舎は解体された。

## 駅構造
単式ホーム1面1線を持つ地上駅。愛子駅によって管理されていた。開設当初からの臨時窓口があり、そこで乗車券が発売されたこともあった。列車の停車がなくなってからは、ホーム上に立ち入る階段にロープが張られ、立ち入り禁止とされていた。
臨時駅ではあるが、JRの特定都区市内制度における「仙台市内」の駅とされていた。

## 駅周辺
- 不動滝
- 鳳鳴四十八滝
- 仙台ハイランド跡地
- 国道48号

## 隣の駅
東日本旅客鉄道（JR東日本）
■仙山線
熊ケ根駅 - （臨）西仙台ハイランド駅 - 作並駅